# Hrvatski malonogometni superkup
Hrvatski malonogometni superkup je natjecanje u malom nogometu (futsalu) koje se održavalo između 1998. i 2003. godine, te je nanovo pokrenuto 2019. godine. 
 
U superkupu nastupaju prvak Prve hrvatske malonogometne lige i pobjednik hrvatskog malonogometnog kupa., dok od 2021. sudjeluju 

## Dosadašnje završnice
| god.          | mjesto                    | br. ekipa   | pobjednik                     | rez.        | drugoplasirani           | napomene           | izvori      |
| ------------- | ------------------------- | ----------- | ----------------------------- | ----------- | ------------------------ | ------------------ | ----------- |
| 1998.         |                           |             | Promet - Orkan (Zagreb)       |             |                          |                    |             |
| 1999.         |                           |             | Orkan (Zagreb)                |             |                          |                    |             |
| 2000.         |                           |             | Glama Brijeg (Zagreb)         |             |                          |                    |             |
| 2001.         |                           |             | Split 1700 (Split)            |             |                          |                    |             |
| 2002.         |                           |             | Split Gašperov (Split)        |             |                          |                    |             |
| 2003.         |                           |             | Split Gašperov (Split)        |             |                          |                    |             |
| 2004. – 2018. | nije igrano               | nije igrano | nije igrano                   | nije igrano | nije igrano              | nije igrano        | nije igrano |
| 2019.         | Slavonski Brod, SD Viljuš |             | Novo Vrijeme Apfel (Makarska) | 4:0         | Uspinjača Gimka (Zagreb) |                    | [ 2 ]       |
| 2020.         | Omiš, GSD Ribnjak         |             | Olmissum (Omiš)               | 2:1         | Uspinjača Gimka (Zagreb) |                    | [ 3 ]       |
| 2021.         | Vrgorac, Dom sportova     |             | Novo Vrijeme Apfel (Makarska) | 2:1         | Vrgorac                  | neslužbeno izdanje | [ 4 ] [ 5 ] |
| 2022.         | Makarska, SC Makarska     |             | Stanoinvest Futsal (Pula)     | 3:0         | Novo Vrijeme (Makarska)  |                    | [ 6 ]       |